# Acrocera convexa
Acrocera convexa är en tvåvingeart som beskrevs av Cole 1919. Acrocera convexa ingår i släktet Acrocera och familjen kulflugor. Inga underarter finns listade i Catalogue of Life.